# Agara belti
Agara belti is een vlinder uit de familie van de dikkopjes (Hesperiidae). Deze soort is voor het eerst wetenschappelijk beschreven als Myscelus belti door Frederick DuCane Godman en Osbert Salvin in een publicatie uit 1879.
De soort komt voor in Midden- en Zuid-Amerika, waaronder Mexico, Guatemala, El Salvador, Honduras, Nicaragua, Costa Rica, Panama, Colombia, Venezuela, Ecuador en Peru.